# Hyadina pulchella
Hyadina pulchella är en tvåvingeart som beskrevs av Ichiro Miyagi 1977. Hyadina pulchella ingår i släktet Hyadina och familjen vattenflugor. Inga underarter finns listade i Catalogue of Life.